# اگنش هلر
اَگنِش هِلِر (به مجاری: Heller Ágnes؛ زادهٔ ۱۲ مهٔ ۱۹۲۹ - درگذشتهٔ ۱۹ ژوئیهٔ ۲۰۱۹ ) فیلسوف، منتقد و مدرس دانشگاه اهل مجارستان بود.
او به خاطر مشارکت‌هایش در فلسفه سیاسی، اخلاق، فلسفه تاریخ و فمینیسم شناخته شده است. او در دههٔ ۱۹۶۰ از اعضای اصلی مکتب فلسفی بوداپست بود و پس از آن برای ۲۵ سال در نیو اسکول نیویورک نظریه سیاسی را تدریس کرد. زندگی و نوشتن هلر در بوداپست بود.
او همچنین برندهٔ جوایزی همچون مدال گوته و جایزه سچنی شده‌است.

## تحصیلات:
هلر در بوداپست مجارستان متولد شد و در دانشگاه بوداپست فلسفه و تاریخ خواند. او در سال ۱۹۴۹ پس از به قدرت رسیدن کمونیست‌ها در مجارستان از دانشگاه اخراج شد. با این حال، او به تحصیلات خود به طور مخفیانه ادامه داد و در نهایت در سال ۱۹۵۲ دکترای فلسفه خود را دریافت کرد.

## فعالیت سیاسی و فلسفی:
هلر در دهه ۱۹۵۰ به عنوان عضو حزب کمونیست مجارستان فعال بود. با این حال، او به دلیل انتقاد از سیاست‌های استالینیستی حزب، دو بار از حزب اخراج شد. در سال ۱۹۵۶، هلر در قیام مجارستان علیه اتحاد جماهیر شوروی شرکت کرد و پس از شکست قیام مجبور به فرار از کشور شد.

## مکتب بوداپست:
در دهه ۱۹۶۰، هلر به یکی از اعضای اصلی مکتب بوداپست تبدیل شد. مکتب بوداپست گروهی از فیلسوفان مارکسیست بود که در تلاش بودند تا مارکسیسم را با مفاهیم اومانیسم و وجودگرایی تلفیق کنند. هلر در این دوره برخی از مهم‌ترین آثار خود را از جمله اخلاق مارکسیستی (۱۹۷۱) و فمینیسم و انقلاب سوسیالیستی (۱۹۷۶) منتشر کرد.